# Segimon de Borgonya
Segimon (Regne de Borgonya, final del segle V - Coulmiers, 524) va ésser un rei dels burgundis del 516 a la seva mort. És venerat com a sant per diverses confessions cristianes.

## Biografia
Segimon era fill del rei Gundebald, a qui succeí en 516. Havia estudiat amb el bisbe Avit de Viena (i es conserva part de la correspondència que van mantenir), que el va fer abjurar de l'arrianisme, habitual al Regne de Burgúndia el 506.
El seu pare el va associar al govern el 513. Segimon va engrandir un monestir dedicat a Sant Maurici a Agaunum (Valais, Suïssa) en 515.
El 494 s'havia casat amb Ostrogoto filla del rei ostrogot Teodoric el Gran; morta la dona es va casar en segones noces amb una criada de la difunta de nom desconegut. El 516 va ésser coronat rei i es va esforçar per extirpar l'arrianisme sota els consells d'Avit; va convocar un concili on va establir una nova regla pels monjos que els lliurava dels treballs manuals i els va imposar de cantar psalms de manera permanent (laus perennis) que va fer l'abadia d'Agaune original. El cant continuat exigia molts monjos i en va fer venir de les illes Lérins, de l'Illa Barba i de Condate (Rennes).
Un o dos anys després, el seu fill Sigeric insultà la nova esposa del seu pare, i aquesta es va queixar al seu marit i va acusar al príncep de planejar el seu assassinat per unir el regne al de Teodoric (del que Sigeric era net per part de mare); el rei, enfurismat, el va fer escanyar però després se'n va penedir. Amb remordiment, Segimon es retirà al monestir d'Agaunum per pregar i fer dejuni.
El 523, Segimon i el seu germà Gundomar III van conduir les tropes burgúndies per defensar-se de la invasió dels francs que dirigien Khildebert I, Clotari I i Teodebert I, fills de Clodoveu I sota impuls de la seva mare Clotilde de Borgonya (la filla de Khilperic II de Burgúndia, mort el 476 per orde de Gundolbald el pare de Segimon). Segimon va haver de fugir i es va voler refugiar altre cop al monestir d'Agaune, però fou atrapat per Clodomir, rei d'Orleans i portat a aquesta ciutat presoner; mentre Gundomar va poder fugir i va tornar amb l'exèrcit burgundi al seu regne. En 524, Clodomir va ordenar la mort de Segimon, llençant-lo a un pou amb la seva dona, i tot seguit va atacar el regne de Burgúndia junt am el seu germà Teodoric I, rei de Metz.
Per aquesta mort tràgica, per les nombroses donacions a l'església i sobretot per la conversió del regne al catolicisme, fou posat al rang dels sants catòlics. L'aigua del pou on va morir, que encara existeix, té reputació de curar malalts de febres i fou lloc de pelegrinatge fins a la meitat del segle xx.

## Matrimoni i descendència
Va casar-se amb Ostrogoto, filla il·legítima de Teodoric el Gran, el 494 com a part d'un tractat d'aliança entre Teodoric i els burgundis. Van tenir dos fills: 
- Sigeric de Borgonya (494/95 - 522, mort pel seu pare
- Suavegota (495/96 - ?), casada amb Teodoric I d'Austràsia, fill de Clodoveu I.

Es va casar després amb una concubina, de nom desconegut.

## Veneració
Els burgundis el van començar a honorar com a màrtir. Les seves restes van ésser recuperades del pou de Coulmiers (al Loiret)i portades al monestir d'Agaunum, després Saint-Maurice (Valais), on fou venerat com a sant a causa del seu penediment, la seva fi desgraciada i la protecció que havia fet a l'Església. Al segle xiv, Carles IV del Sacre Imperi Romanogermànic va fer traslladar les relíquies de Segimon a la Catedral de Sant Vit de Praga i el va proclamar un dels sants patrons de Bohèmia. Una part de les relíquies es portà a la catedral de Freising (Baviera).

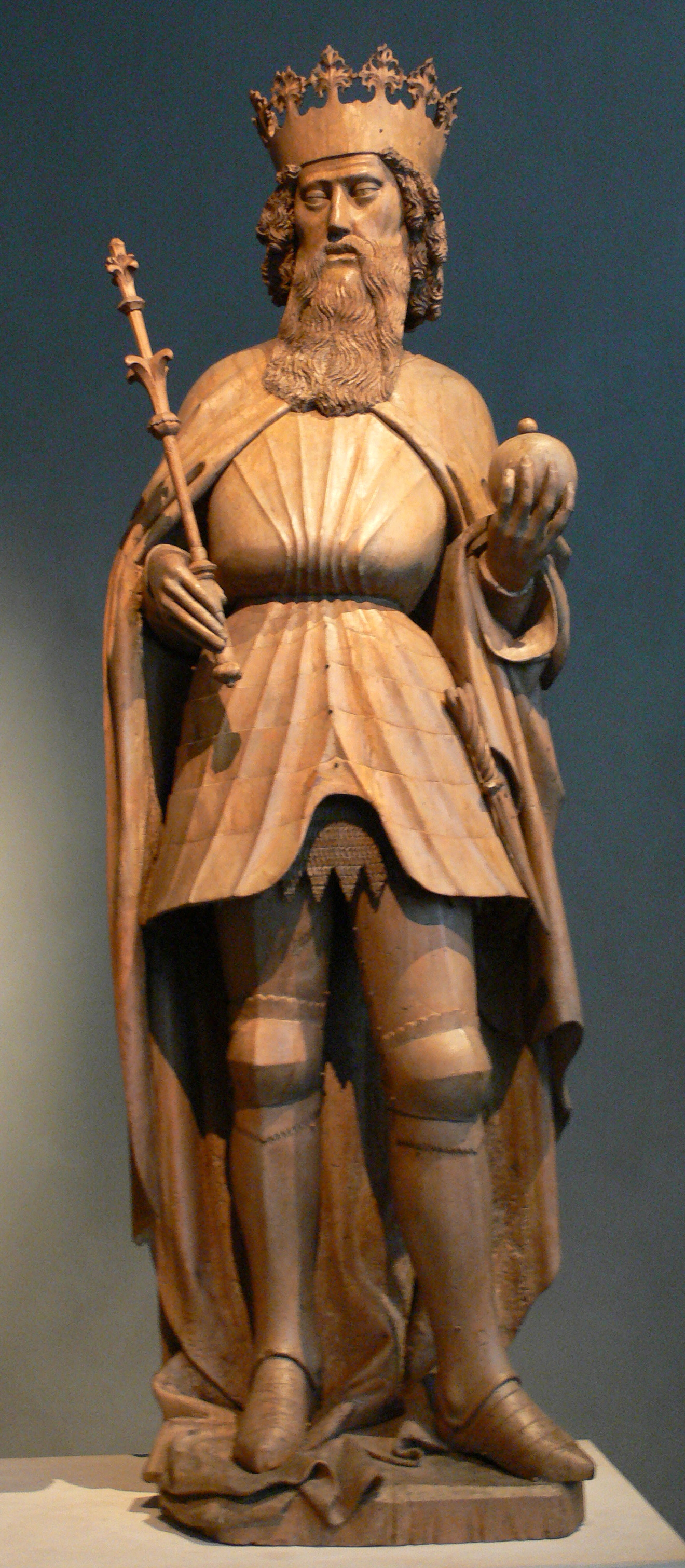
Imatge del sant, 1443 (Catedral de Freising)
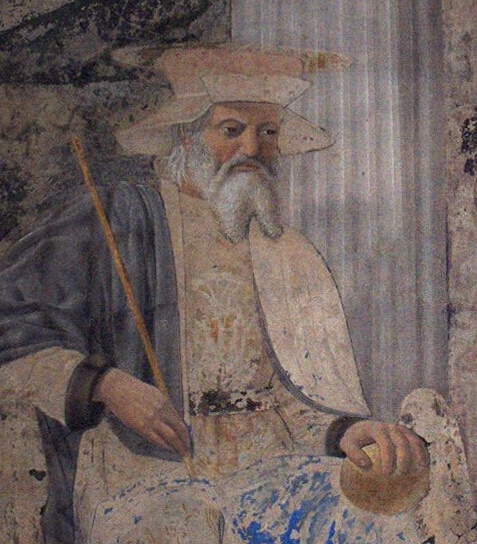
Fresc de Piero della Francesca (Arezzo)
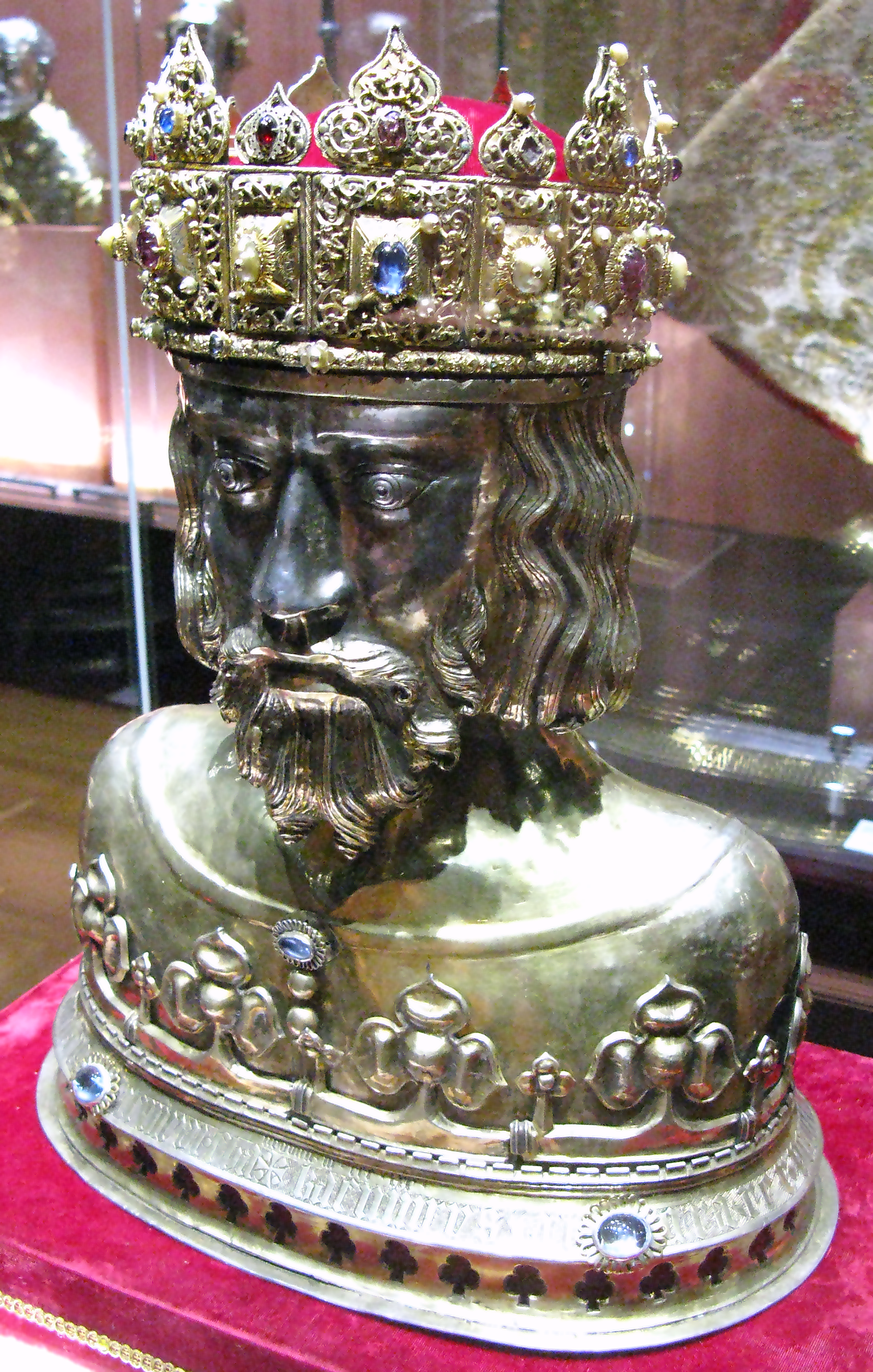
Reliquiari del sant a Płock
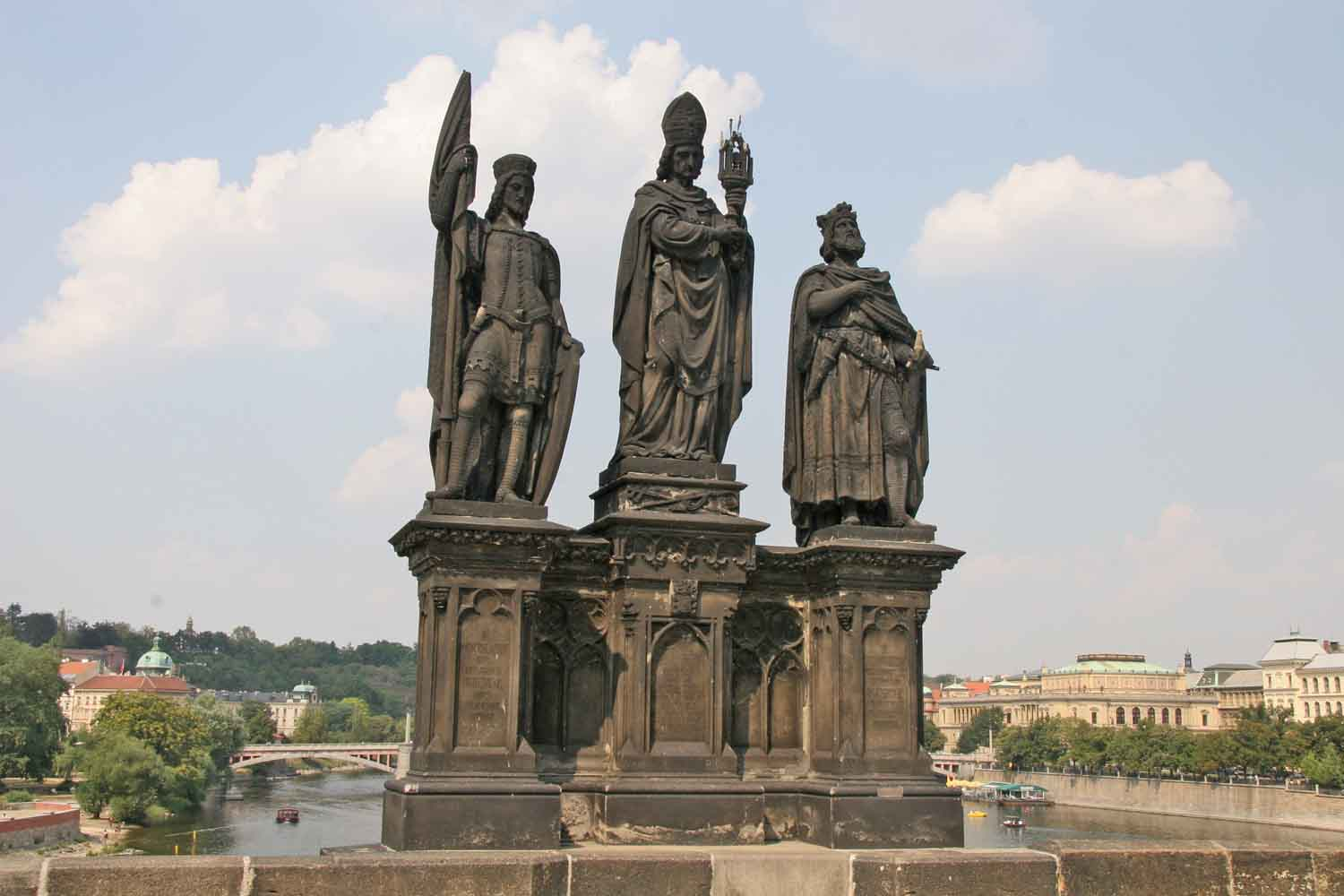
Estàtues dels sants Norbert (al mig), Venceslau (esquerra) i Segimon (dreta), al Pont de Carles de Praga, s. XVIII
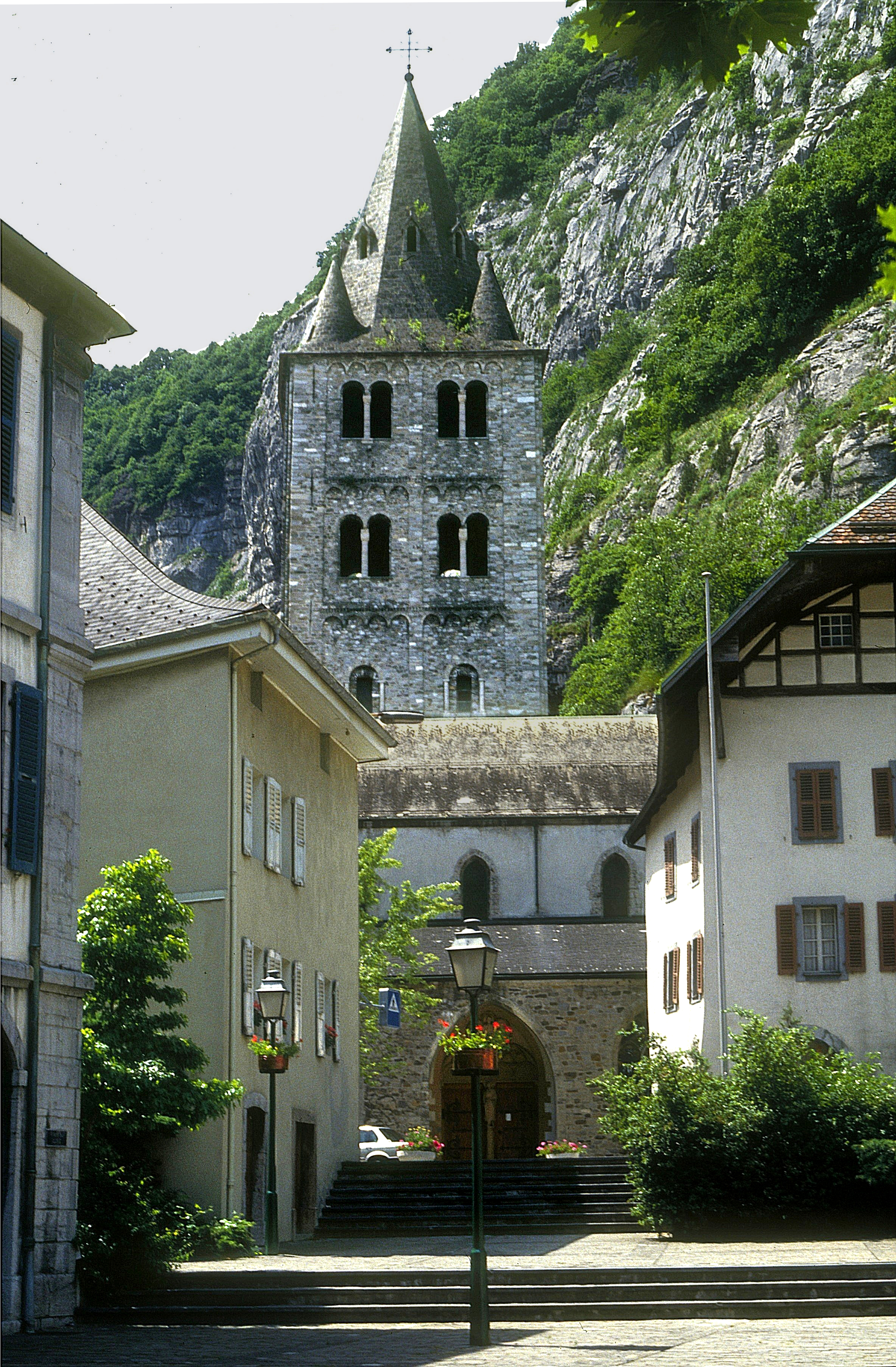
Monestir de Saint-Maurice, primer enterrament del sant

## Llegenda de sant Segimon del Montseny
Segons una antiga tradició catalana, quan Segimon va retirar-se a fer penitència va anar al Matagalls, al massís del Montseny, on visqué en una cova. Al lloc es va aixecar el Santuari de Sant Segimon. Les ruïnes actuals daten dels segles xvii i XVIII, de quan hi havia els últims eremites al lloc.